# Boris Alexandrovič Štejfon
Boris Alexandrovič Štejfon (rusky Бори́с Алекса́ндрович Ште́йфон) (narozen 18. prosince 1881 v Charkově - zemřel 30. dubna 1945 v Záhřebu) byl ruský generál a velitel Ruského ochranného sboru.

## Mládí
Jeho otec, představený cechu a kupec III. třídy (gildy), byl pokřtěný Žid. Jeho ruská matka byla dcerou jáhna. Vzdělání získal na Charkovské reálce (rusky pеальное училище).
V roce 1902 dokončil Čuhujivskou vojenskou junkerskou školu pro nižší důstojníky pěchoty Ruské imperiální armády. Školu ukončil v hodnosti podporučíka a byl zařazen do 124. voroněžského pěšího pluku.
Byl účastníkem rusko-japonské války, ve které utrpěl zranění. Vyznamenán za statečnost. 9. ledna 1905 byl povýšen na poručíka a následně 9. ledna 1909 do hodnosti nadporučíka.
V roce 1911 ukončil Vojenskou akademii generálního štábu pojmenovanou podle ruského cara Mikuláše I. Zároveň byl povýšen do hodnosti kapitána dne 5. července 1911. V listopadu 1911 velel rotě v rámci 6. pluku tauridských granátníků. Od 1. dubna 1914 byl vyšším důstojníkem ve štábu 2. turkestánského armádního sboru.

## První světová válka
Do první světové války se zapojil hned od jejího počátku na kavkazské frontě jako zástupce náčelníka zpravodajského oddělení štábu kavkazské armády. V roce 1915 byl povýšen na podplukovníka a sloužil pod velením generála Judeniče. Pomáhal plánovat útok na Erzurum a následně se v lednu 1916 aktivně zúčastnil bitvy o toto město. Byl vyznamenán Zlatou zbraní za statečnost (v letech 1913-1917 se užíval název Meč svatého Jiří). Vyznamenání získal za úspěšný průzkum pozic nepřátelských sil v bojové situaci. Jím získané informace vedly k dobytí soustavy pevností, vítěznému završení ruského útoku a rozbití nepřátelských sil.
Od července 1916 se stal štábním důstojníkem na velitelství 1. armádního sboru. V lednu 1917 byl jmenován náčelníkem štábu 161. pěší divize a povýšen na plukovníka. 14. srpna 1917 se stal náčelníkem štábu 3. finské střelecké divize.

## Ruská občanská válka
Po Říjnové revoluci v roce 1917 se vrátil do Charkova, kde vstoupil do Dobrovolnické armády pod velením Děnikina, která bojovala na straně bělogvardějců. V jejich řadách se účastnil Prvního kubáňského tažení (ledový pochod), jehož cílem bylo spojení s kubáňskými bílými oddíly v Kubáňské lidové republice.
V roce 1918 v Charkově organizoval náborové středisko pro Dobrovolnickou armádu. V roce 1919 se stal náčelníkem štábu 3. pěší divize, od července 1919 velel 13. Bělozerskému pluku a od září 1919 velel 4. pěší divizi. Od listopadu 1919 byl náčelníkem štábu pravobřežní skupiny vojsk Kyjevské oblasti, které velel ruský generál Nikolaj Bredov.
Na konci roku 1919 a začáku roku 1920 byly bělogvardějské jednotky vytlačeny z Oděsské oblasti a donuceny k ústupu do Polska. O těchto událostech napsal paměti s názvem Bredovův pochod (Berlín 1927). V Polsku mezi prosincem 1919 a červencem 1920 byl Štejfon internován, poté byl propuštěn. Pomáhal organizovat přesun zbývajících armádních jednotek přes Rumunsko na Krym. Jeho vojáci byli v září 1920 zařazeni do jednotek generála Wrangela, který Štejfona už v lednu 1920 povýšil na generálmajora. O svém povýšení se dozvěděl až v Istanbulu v září 1920.

## Emigrace

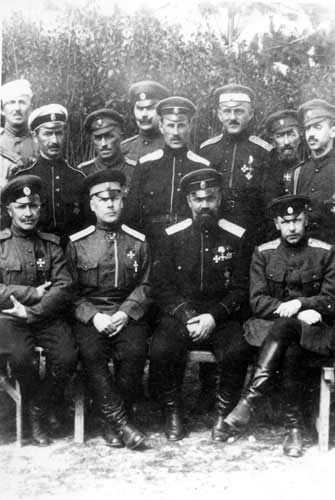
Bílí generálové v emigraci v Bulharsku (1921). Štejfon sedící vlevo.

Po evakuaci Wrangelovy armády z Krymu byl velitelem internačního tábora v Galipoli. Za službu ve funkci velitele tábora byl v roce 1921 povýšen na generálporučíka a působil ve funkci náčelníka štábu 1. armádního sboru. Z Galipoli v Turecku se v roce 1921 přemístil do carského Bulharska, viz fotografie z té doby na obrázku vpravo.
Bulharská Stambolijského vláda ho v roce 1922 vypověděla do Jugoslávie, kde se usadil v Bělehradě a zůstal až do konce svého života.
Byl politicky aktivní v Ruském vševojenském svazu, ale dostal se do sporu s generálem Wrangelem a byl ze svazu odvolán.
Začátkem 30. let dvacátého století zveřejnil řadu prací z dějin vojenského operačního umění a věnoval se pedagogické činnosti. Jedním z významných děl na poli vojenské teorie byla kniha Národní vojenská doktrína. Dosáhl titulu doktora vojenských věd a profesury. Ve 30. letech také působil ve Sboru imperiální armády a námořnictva, který prosazoval jako legitimního nástupce na ruském carském trůně velkoknížete Kirila Vladimíroviče Ruského. Na rozdíl od Ruského vševojenského svazu neprosazovala politickou orientaci na Dohodové mocnosti.

## Druhá světová válka
V roce 1941 po obsazení Jugoslávie německými silami byl Štejfon vyzván generálem Skorodumovem, aby se stal náčelníkem štábu Ruského ochranného sboru (ROS). ROS vznikl ihned po okupaci Jugoslávie a byl vyzbrojen trofejními zbraněmi z Československa. Sbor se skládal ze zbytků ruské Wrangelovy krymské armády, která se na Balkán stáhla v letech 1921-1922. Zbytek cca 10% sboru tvořili dobrovolníci z řad ruské mládeže v emigraci. V průběhu války byl ROS doplňován také sovětskými válečnými zajatci. Jeho úkolem byl boj s partyzány a ochrana komunikací.
Na podzim 1941 velitel ROS generál Skorodumov o své vůli vyhlásil mobilizaci do ROS, což se nelíbilo německým úřadům a ty ho 14. září 1941 nechaly zatknout gestapem. 15. září 1941 se proto Štejfon stal velitelem ROS. Štejfon opakovaně žádal německé úřady o přeložení ROS na východní frontu, ale to bylo opakovaně zamítáno. Útvar tak plnil pouze úkoly v týlu vojsk. 30.11.1942 byl ROS speciálním rozkazem začleněn do struktury Wehrmacht.
V roce 1944 velel ROS v operaci zaměřené proti partyzánům vedených Titem. S přiblížením fronty na podzim 1944 a v roce 1945 se sbor pod jeho vedením zúčastnil bojů se sovětskou 57. armádou a na frontě byl nasazen v německé Armádní skupině Jihovýchod. ROS v bojích sloužil jako zadní voj a utrpěl značné ztráty. V zimě 1944 - 1945 se Štejfon dohodl s generálem Vlasovem na zařazení ROS do sestavy Ruské osvobozenecké armády.
Dne 29. dubna 1945 ještě stihl vykonat přehlídku ROS, ale již 30. dubna 1945 po návratu na velitelství sboru v hotelu Esplanade v Záhřebu ulehl do postele a zemřel ve spánku na infarkt. Spekuluje se také i o jeho vraždě. Po jeho smrti převzal velení plukovník A. I. Rogožin. Pohřben je v Lublani na německém vojenském hřbitově (blok VIII, 6. řada, 16. hrob).

## Památka
V roce 1994 byl v Moskvě postaven památník u Kostela všech svatých u stanice metra Sokol, který byl věnován členům Bílého hnutí a mezi jmenovanými byl i Štejfon. V noci z 8. na 9. května 2007 byl tento památník poničen.
V roce 2010 byl v charkovském Kostele svatého Alexandra s požehnáním metropolity instalován kivot o činech členů charkovského podzemního centra B. A. Štejfona.
Ruský státní vojenský archiv obsahuje složku Štejfona, kterou o něm vedlo gestapo (identifikace archiválie F 1358k, Op. 2, D. 585).